# Échelle énigmatique
L'échelle énigmatique (scala enigmatica) est une échelle musicale inhabituelle. Elle fut à l'origine publiée dans un journal milanais en guise de défi accompagné d'une  invitation à l'harmoniser. Elle doit sa renommée à l'Ave Maria, scala enigmatica armonizzata a 4 parti (1898) de Giuseppe Verdi. L'étrangeté de sa sonorité est liée à l'emploi  d'intervalles inusités. Elle est en effet constituée  d'éléments en modes à la fois majeurs et mineurs.

## Composition
Sa formule est : 1 (tonique), 2 , 3  (majeure), 4 , 5   (augmentée), 6 , 7 (sensible), 8 (octave) avec les degrés suivants : 1 demi-ton, 1 ton et demi, 1 ton, 1 ton, 1 ton, 1 demi-ton, 1 demi-ton. Exemple de l'échelle énigmatique de do : 
Contrairement à une progression chromatique traditionnelle, l'échelle énigmatique ne possède ni quarte juste (excepté en descente), ni quinte juste, qui permettent l'identification de la tonique.

## L'échelle énigmatique de Verdi
Giuseppe Verdi revint à la composition avec cette « échelle arbitraire », utilisée dans son Ave Maria (sulla scala enigmatica), écrit en 1889 et révisé en 1898. Verdi compose cette oeuvre sous l'impulsion de Arrigo Boito qui avait trouvé cette échelle inventée par le musicien bolonais Adolfo Crescentini dans la Gazzetta musicale di Milano, qui mettait au défi d'utiliser cette échelle musicale. Malgré tout, Verdi est souvent crédité de l'invention de cette échelle.
L'Ave Maria, ajouté en 1898 aux Tre pezzi sacri (« Trois pièces sacrées »), dont le titre fut en conséquence modifié en  Quattro pezzi sacri, a été décrit comme « des harmonies quasiment incompréhensibles composées sur cette scala enigmatica « contre nature » ».
On retrouve l'échelle tant dans les harmonies que dans le  cantus firmus de la petite pièce  à la blanche sur la basse puis successivement sur chaque  voix supérieure en accompagnement de « l'étrange contrepoint, ce qui est... très exagéré et très difficile pour l'intonation ; l'effet en est presque, si ce n'est tout à fait, aussi musical que curieux ».

## Œuvres faisant intervenir, ou inspirées de l'échelle énigmatique
- Ave Maria de Giuseppe Verdi (1898)
- Ouverture de la Tosca de Giacomo Puccini (1900), possiblement inspirée de l'échelle[Bu 1].
- Fragmente - Stille, an Diotima quatuor à cordes de Luigi Nono[Bu 2] (1980)
- Enigmatic de Joe Satriani dans l'album Not of This Earth[Bu 2] (1986)
- « Hay que caminar », soñando pour 2 violons, de Luigi Nono[Bu 2] (1989)
- Messe de Peter Maxwell Davies[Bu 2] (2002)
- Christus factus est, chœur à quatre voix de Franck Villard[9] (2010)
- Allarme Enigmatico, quatuor à cordes de Bram Kortekaas (2024)[10].

## Sources
- Richard Burke "That Awkward Scale": Verdi, Puccini, and the Scala enigmatica Volume 21, Number 2, June 2015 Society for Music Theory :

1. ↑  [20]
2. 1 2 3 4  [28]

- Ouvrages cités en références

- (en) Cet article est partiellement ou en totalité issu de l’article de Wikipédia en anglais intitulé « Enigmatic scale » (voir la liste des auteurs).

- (it) Cet article est partiellement ou en totalité issu de l’article de Wikipédia en italien intitulé « Scala enigmatica » (voir la liste des auteurs).